# Ostrov včerejšího dne
Ostrov včerejšího dne (italsky L'isola del giorno prima) je dílo italského filozofa a medievalisty Umberta Eca. Jedná se o historický román z doby po Bílé hoře, který se snaží vystihnout rámec „doby bez ducha“ po třicetileté válce. Román se odehrává v několika rovinách ve vzpomínkách, skutečném světě a fantazii hlavního hrdiny, kterým je mladý šlechtic Robert de la Grive. Dílo odráží mnoho dobových otázek od náboženského fundamentalismu po otázky uspořádání světa jako je Galileův heliocentrismus.

## Příběh
Román byl napsán podle dopisů, které napsal Robert pro svou milou Paní na lodi Daphné.
Příběh začíná Robertovým „ztroskotáním“ na opuštěné lodi někde v Tichém oceánu. Protože je vyčerpaný, usíná a vzpomíná na své dětství, účast ve třicetileté válce a hlavně na svůj pobyt v Paříži, kde poznal svou milou, která v románu hraje významnou roli stejně jako jeho smyšlený bratr Ferrante. Událostí, která změnila Robertův život, bylo setkání s kardinálem Mazarinem (nástupce kardinála Richelieu), který ho pověřil špionážním úkolem vypátrat tajemství správného určování poledníků, které je klíčem k ovládnutí oceánu. Robert se tajně nalodí na loď, na které se Angličan doktor Byrd pomocí černé magie snaží odhalit toto tajemství. Právě ve chvíli, kdy se Robertovi podaří ono tajemství odhalit, dostane se loď do bouře, která způsobí její ztroskotání. Robert se ocitá na Daphné a zjišťuje, že na lodi není sám. Nakonec v podpalubí objevuje starého jezuitu otce Petra Caspara, od kterého se mimo jiné dozvídá, že se nachází v místě dnešní mezinárodní datové hranice a na nejbližším ostrově je tedy ještě včera…